# Rottův dům
Rottův dům (také Dům U Rotta, dříve U pštrosů, U volka, Pytlíkovský dům, U tří zlatých růží, U tří snopů) je dům na Malém náměstí v Praze 1 na Starém Městě. Je výrazný novorenesanční fasádou, malovanou podle kartonů Mikoláše Alše. Od roku 1964 je dům kulturní památkou. Až do poloviny 90. let 20. století v něm byla známá několikaposchoďová železářská prodejna, po privatizaci je využíván k jiným komerčním účelům.

## Historie a popis
V roce 1405 byl na tomto místě dům zvaný U pštrosů, později se mu podle majitele Jana Ochse říkalo U vola nebo U volka. Kolem roku 1500 byl majitelem měšťan Jan Pytlík, který se v roce 1488 spolupodílel na prvním tištěném vydání české bible. Původně jednopatrový dům byl později renesančně přestavěn a byl známý svými štíty i sgrafitovou výzdobou.
V roce 1850 se stal dům majetkem firmy založené Vincencem Rottem. Jeho syn Ladislav Rott pak nechal v roce 1896–1897 dům Františkem Kindlem novorenesančně přestavět na obchodní dům s prodejní halou a se sklady v suterénu. Fasáda byla vyzdobena motivy rostlin a malbami alegorií řemesel a zemědělství (kovář, truhlář, sekáč, žnečka, hospodyně, zahradnice), které podle návrhu Mikoláše Alše provedli Láďa Novák a Arnošt Hofbauer. V lunetách jsou zobrazeny kovové nástroje a nářadí, mezi prvním a druhým patrem je velký nápis V. J. Rott a mezi druhým a třetím patrem menším písmem Nedej zahynouti nám ni budoucím Sv. Wáclave!

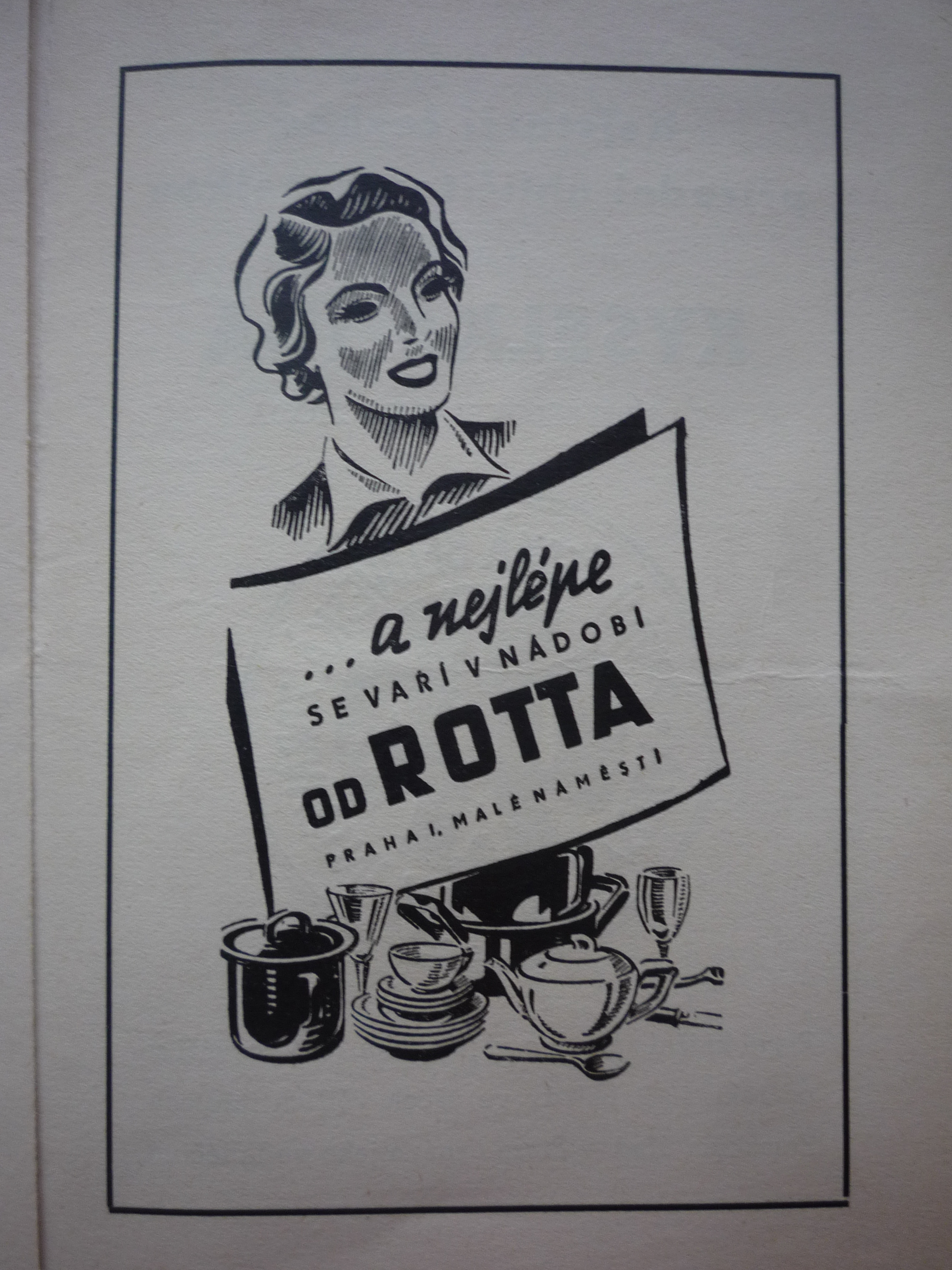
Reklama v knize z roku 1939

Další adaptace provedl v letech 1922–1923 František Schlaffer. Rottovi tu provozovali železářský obchod až do roku 1948, kdy odešli do emigrace. Železářství tu ale fungovalo i potom a teprve po roce 1989 legendární obchod vystřídal nejprve prodej lahůdek, později luxusního skla a nakonec tu vznikla restaurace.  
Řadový třípatrový dům s průčelím o šesti osách má v parteru výkladec, v pravé části je půlkruhově ukončený vjezd. Průčelí zakončuje lunetová římsa, nad ní je atikové zábradlí osazené vázami a lucernami, se štítem uprostřed. V podzemí je dochována románská místnost sklenutá na střední podpěry (zbytek paláce původního feudálního dvorce). Ostatní suterénní prostory jsou gotické. Interiéry byly změněny novodobými úpravami.